# Монсон
Монсо̀н (на испански: Monzón) е малък град в автономната област Арагон, Испания.
Намира се в състава на района Синка Медио. Площта му е 155,02 км². Населението му е 17 115 души по данни от преброяването през 2010 г. Името на градчето се свързва с Тамплиерите и Арагонската корона. Тук е родена известната тенисистка Кончита Мартинес.

## Градове-побратими
- Барселона (на испански: Barcelona), Испания
- Мурет (на френски: Muret), Франция